# Meriones tristrami
Meriones tristrami (Меріонес Трістрама) — вид родини мишеві (Muridae).

## Поширення
Країни поширення: Вірменія, Азербайджан, Грузія, Іран, Ірак, Ізраїль, Йорданія, Ліван, Сирія, Туреччина. Знайдений в степових і напівпустельних місцях. Поширення цього виду, як повідомляється, обмежене районами, які отримують понад 100 мм опадів на рік, хоча є деякі винятки, в тому числі на північному сході Йорданії та східній сирійській пустелі. Зустрічається на краях зернових полів.

## Звички
Мешкає в різних типах ґрунтів і нори розрізняються по складності, він не зберігає їжу, тому завжди залишає свою нору, щоб харчуватися зерном, насінням і зеленими частинами рослин. 
Розмноження відбувається протягом року з піком у період з квітня по вересень; період вагітності 25-29 днів і народжується 1—7  (в середньому 3,6) дитинчат.

## Загрози та охорона
Немає серйозних загроз, що впливають на цей вид у даний час. Знайти в багатьох природоохоронних територіях.